# Anthrobia
Anthrobia là một chi nhện trong họ Linyphiidae.